# 祿姓
禄姓（古音luk 卢谷切）是中文姓氏之一，在《百家姓》中排第358位。在现代他是极罕见的姓氏。最大宗者是武庚祿父的後裔。蒙古人、土族、苗族、回族都有祿姓，為了進一步漢化，多改姓陸。

## 郡望
- 扶风：汉武帝置右扶风，在今陕西长安以西。

## 延伸阅读
[在维基数据编辑]
 《百家姓》
 《欽定古今圖書集成·明倫彙編·氏族典·祿姓部》，出自陈梦雷《古今圖書集成》